# Jan Tesarz
Jan Tesarz (ur. 4 sierpnia 1935 w Czechowicach, zm. 3 stycznia 2020 w Toruniu) – polski aktor filmowy, teatralny i telewizyjny.
Zadebiutował w teatrze w 1957 po skończeniu Studium Dramatycznego. Grał role w teatrach, teatrze telewizji i w filmie.

## Kariera zawodowa
- Teatr im. Wandy Siemaszkowej w Rzeszowie 1957–1958
- Teatry Ziemi Pomorskiej (scena w Toruniu) Bydgoszcz-Toruń 1958–1960
- Teatr im. Wilama Horzycy w Toruniu 1960–1963
- Teatry Dramatyczne Szczecin 1963–1964
- Teatr Polski w Bydgoszczy 1964–1965
- Teatr Nowy w Łodzi 1965–1967
- Teatr im. Stefana Jaracza w Łodzi 1967–1978
- Teatr Narodowy w Warszawie 1978–1984
- Teatr Dramatyczny w Warszawie 1984–1987
- Teatr Polski w Warszawie 1987–2000

## Filmografia
- Powrót doktora von Kniprode (1965) jako Smulski, żołnierz WP (odc. 1)
- Trzynaste piętro (1966) jako sąsiad
- Bokser (1966) jako Marian, prezes klubu sportowego
- Kierunek Berlin (Kierunek Berlin – ostatnie dni, 1968) jako żołnierz
- Pan Wołodyjowski (1969) jako żołnierz w Chreptiowie
- Ostatnie dni (1969) jako żołnierz
- Przygody pana Michała (1969)
- Markheim (1971) jako pijak
- Samochodzik i templariusze (1971) jako „Brodacz”
- Wiktoryna, czyli czy pan pochodzi z Beauvais? (1971) jako żołnierz
- Strzał (1974) jako „Leśny”
- Zwycięstwo (1974) jako żołnierz
- Mgła (1976) jako brat Anki – Stefan
- Palace Hotel (1977) jako komisarz policji niemieckiej
- Klincz (1979) jako prezes klubu „Znicz”
- Najdłuższa wojna nowoczesnej Europy (1979–1981) jako inspektor Hupke
- Zamach stanu (1980) jako generał u Piłsudskiego
- Królowa Bona (1980) jako Olbracht Gasztołd (odc. 2 i 4)
- Krach Operacji Terror (Krakh operatsii Terror, 1980) jako rozmówca Sawinkowa w warszawskim kasynie
- Był jazz (1981) jako redaktor Nosko
- Na odsiecz Wiedniowi (1983) jako Jan Wielopolski, kanclerz wielki koronny
- Pan na Żuławach (1984) jako Miśkiewicz, sekretarz PPR
- Bez końca (1984) jako ojciec Joanny
- Na kłopoty... Bednarski (1986) jako Kluge
- Rzeka kłamstwa (1987) jako Bydałek, właściciel browaru
- Krótki film o zabijaniu (1987) jako taksówkarz
- Sławna jak Sarajewo (1987) jako Oswald Bacoń, właściciel tartaku
- MR Tański (1987) jako prezes
- Misja specjalna (1987) jako oficer wywiadu udający gestapowca
- Amerykanka  (1988) jako pan Kazio
- Dekalog IV (1988) jako człowiek w windzie
- Mistrz i Małgorzata (1988–1990) jako Nikanor Iwanowicz Bosy (odc. 1, 2)
- Ostatni prom (1989) jako pijak, pasażer promu
- Pasażerowie na gapę (Potyautasok, 1990)
- Smacznego, telewizorku (1992) jako naczelnik policji
- Balanga (1993) jako Henryk, ojciec „Snajpera”
- Polski crash (1993) jako Świda
- Kraj świata (1993) jako udzielający wywiadu pod Pałacem Kultury
- Miasto prywatne (1994) jako właściciel sklepu monopolowego
- Cwał (1995) jako dyrektor centrali telefonicznej
- Wojna Harta (Hart's War, 2002) jako strażnik
- Anioł Stróż (2005) jako pan Zdzisław

## Dubbing
- Miecz w kamieniu (1963) – Kay
- Niekończąca się opowieść (1984) – Gmork
- Porwanie w Tiutiurlistanie (1986) – Cygan Nagniotek
- Oliver i spółka (1988) – Szycha